# Carmen De Min

Funerali di Fausto e Iaio, 22 marzo 1978, Milano.

Carmen De Min (Chies d'Alpago, 1934 – Milano, 6 febbraio 2022) è stata un'antifascista e attivista italiana.

## Biografia
Nacque in una famiglia antifascista che, durante la seconda guerra mondiale, aiutava i partigiani sia fornendo cibo che indicando le grotte migliori per nascondersi. I familiari furono più volte prelevati e simulata la fucilazione, compresi i bambini più piccoli. Nel dopoguerra, Carmen si trasferì in Svizzera per lavorare e all’inizio degli anni sessanta giunse a Milano. Ebbe due figlie: Ornella nel 1957 e Manuela nel 1958. Nel 1962 si iscrisse al sindacato, in semi-clandestinità per non rischiare il licenziamento. In quegli anni abitava in via Guerrini, non lontano dal Casoretto, e sotto casa c'era una sede dell'MSI, i cui frequentatori provocavano le sue figlie quando uscivano di casa. Nel 1976, le figlie, ancora minorenni, cominciarono a frequentare il Centro Sociale Leoncavallo, con preoccupazione della madre. Manuela frequentava le magistrali in piazza Novelli con Iaia, sorella di Iaio, e con altri amici si riunivano spesso in casa di Carmen per suonare la chitarra e organizzare manifestazioni. 
Sabato 18 marzo 1978, due giorni dopo il sequestro di Aldo Moro, Fausto e Iaio furono assassinati. Fausto Tinelli e Lorenzo Iannucci erano usciti dal Leoncavallo per andare a cena a casa di Fausto e sarebbero ritornati per assistere a un concerto jazz. Carmen non dimenticherà mai quello che dissero al telegiornale: «Sono stati uccisi due ragazzi al Casoretto per un regolamento di conti tra drogati». Carmen disse: «Ho pianto poco, perché una rabbia micidiale mi soffocava: loro semmai stavano lavorando a un libro bianco contro gli spacciatori!».  Parlò con le mamme del quartiere, organizzò la loro partecipazione al funerale, preparando uno striscione con la scritta: «Le mamme di tutti i compagni piangono i loro figli!» e inviando una corona di fiori con la firma: «Le Mamme del Leoncavallo». Vi fu una grande partecipazione, circa centomila persone.   
Le mamme del Leoncavallo continuarono ad andare al Tribunale per incontrare o protestare con i giudici che cambiavano in continuazione, fino all’archiviazione. Nelle motivazioni fu scritto: ‘archiviazione nonostante ci siano i nomi di personaggi fortemente indiziati appartenenti alla banda della Magliana di Roma e ai Nuclei Armati Rivoluzionari’.  
Carmen fu attiva anche in altri eventi: volle condividere il dolore e denunciare le sofferenze dei migranti albanesi imbarcandosi per Valona e si recò tra i guerriglieri dell’esercito zapatista di liberazione nazionale nella regione del Chiapas, in Messico. Da quel viaggio pubblicarono due libri (uno assieme a Feltrinelli) e ne condivisero i profitti con i combattenti.  

## Riconoscimenti
Ambrogino d'oro, 7 dicembre 2022.